# Paul Tschang In-Nam

Wappen von Paul Tschang In-nam

Paul Tschang In-Nam (koreanisch: 장인남) (* 30. Oktober 1949 in Seoul, Südkorea) ist ein koreanischer römisch-katholischer Geistlicher, Erzbischof und ehemaliger Diplomat des Heiligen Stuhls.

## Leben
Paul Tschang In-Nam empfing am 17. Dezember 1976 das Sakrament der Priesterweihe für das Bistum Cheongju.
Am 19. Oktober 2002 ernannte ihn Papst Johannes Paul II. zum Titularerzbischof von Amantia und bestellte ihn zum Apostolischen Nuntius in Bangladesch. Die Bischofsweihe spendete ihm am 6. Januar 2003 Johannes Paul II.; Mitkonsekratoren waren der Substitut im Staatssekretariat des Heiligen Stuhls, Kurienerzbischof Leonardo Sandri, und der Sekretär der Kongregation für die orientalischen Kirchen, Kurienerzbischof Antonio Maria Vegliò. Am 27. August 2007 wurde Paul Tschang In-Nam Apostolischer Nuntius in Uganda. Papst Benedikt XVI. berief ihn am 4. August 2012 zum Apostolischen Nuntius in Thailand und Kambodscha sowie zum Apostolischen Delegaten in Myanmar und Laos. Am 12. August 2017 wurde seine Stellung in Myanmar durch Papst Franziskus in den Rang eines Apostolischen Nuntius’ erhoben.
Am 16. Juli 2022 ernannte ihn Papst Franziskus zum Apostolischen Nuntius in den Niederlanden. Am 13. Februar 2025 nahm der Papst seinen altersbedingten Rücktritt an.